# Børnebibliotekarernes Kulturpris
Børnebibliotekarernes Kulturpris var en kulturpris, som blev uddelt af Børnebibliotekarernes Faggruppe under Bibliotekarforbundet fra 1982 til 2015 i oktober eller november i forbindelse med faggruppens generalforsamling og Bogforum. Formålet var at gøre opmærksom på den kvalitative, originale danske kulturproduktion rettet mod børn og unge. Prisen var på 20.000 kr, hvoraf de 10.000 var tilskud fra Tipsmidlerne.

## Modtagere
- 1982 Bodil Bredsdorff (forfatter) og Lilian Brøgger (illustrator)
- 1984 Comedievognen (børneteater)
- 1983 Bjarne Jes Hansen (musiker)
- 1985 Thorstein Thomsen
- 1986 Knud Holten
- 1987 Bamses Billedbog, TV-børneudsendelser, Danmarks Radio
- 1988 Søren Kragh-Jacobsen (filminstruktør)
- 1989 Jon Ranheimsæter
- 1990 Sussi Bech
- 1991 Flemming Quist Møller
- 1992 Månegøgl (dukketeater v/Hanne Trolle)
- 1993 Sally Altschuler: Jordens Salt
- 1994 Birgit Wanting, (assisterende fagleder Biblioteksskolen i Aalborg)
- 1995 Peter Holst (skuespiller i Det lille Turnéteater)
- 1996 Ole Ivanoff for CD-ROM'en Magnus og Myggen
- 1997 Halfdan Rasmussen og Ib Spang Olsen
- 1998 Jakob Stegelmann, redaktør af TV-programmet Troldspejlet
- 1999 Kim Fupz Aakeson
- 2000 Viborg Kommune
- 2001 Dennis Jürgensen
- 2002 Bubber, programvært Snurre Snups Søndagsklub (10.000 kr.)
- 2003 Lene Kaaberbøl
- 2004 Josefine Ottesen: Drageherre (bogserie) (10.000 kr.), illustratorerne dertil: Niels Back og Hans Høygaard (2.500 kr. hver)
- 2005 Kirsten Steen Nielsen, projektleder dotbot.dk
- 2006 Beth Juncker
- 2007 Berit Lærkes, projektleder SpørgOlivia.dk
- 2008 Jakob Martin Strid
- 2009 Dorte Karrebæk og Oscar K
- 2010 Maria Sjøblom, projektleder Ramasjang Live (10.000 kr.)
- 2011 Teatret Gruppe 38
- 2012 Teatercentrum
- 2013 Lotte Lykke Simonsen
- 2014 Rachel Röst
- 2015 Bookeater.dk ved projektleder Finn Wraae